# Йован Оливер
Йован Оливер Грчинич (серб. Јован Оливер Грчинић; ок. 1310 — ок. 1356) — сербский феодал, «великий воевода», севастократор и деспот короля Стефана Уроша Душана (правил в 1331—1355).
Оливер Душан поддерживал Стефана Уроша Душана в борьбе против своего отца и был одним из главных военачальников во время южных кампаний в Македонии и Фессалии. Его владения располагались на равнине Овче-поле и левом берегу р. Вардар.

## Биография
Йован был сыном сербского феодала Грчина («Грека»), который владел землями на территории Сербского царства.
Йован упоминается в историчках Дубровицкой республики как Оливер Грчиничи, имел греческое происхождение. Он владел доменом в современной республики Македония в качестве полунезависимого князя. Он признавал вассальную зависимость от Стефана Уроша Душана.
Вероятно, Йован Оливер поддерживал Стефана Душана во время свержения его отца Стефана Уроша III в 1331 году. После смерти своей первой жены Каравиды, в 1336 году, он вторично женился на Марии Палеолог, мачехе Стефана Душана.
Существуют научные споры о том, когда Йован Оливер получил свои владения, то есть владел ли он ими до правления Стефана Душана, или они предоставлены ему Душаном в качестве награды за его поддержку, или он приобрел их в результате брака с Марией.
Йован Оливер был одним из самых могущественных вельмож при Стефане Уроше Душане и оказывал на него значительное влияние, как об этом свидетельствуют переговоры в июле 1342 года, которые привели к тому, что Стефан Урош Душан принял решение поддержать Иоанна VI Кантазузина в гражданской войне в Византии (1341—1347), а его сын Мануил Кантакузин должен был жениться на дочери Йована Оливера.
В 1334 году Йован Оливер участвовал в войне с Византийской империей и присутствовал при последующих мирных переговорах вместе с Вратно Неманичем с византийским правительством. В конце 1342 года после смерти другого крупного сербского феодала Стефана Драговола (Хрельо) его владения были разделены между царем Стефаном Душаном и Йованом Оливером, который приобрел города Штип и Струмица.
В 1341 году Йован Оливер построил православный монастырь в Лесново. Йован Оливер ненадолго пережил своего сюзерена Стефана Уроша Душана. Его владения были захвачены Йованом и Константином, сыновьями севастократора Деяна Драгаша из Куманово.

## Семья и дети
1) жена — Каравида (ум. 1336)
2) Мария Палеолог
У него было семь детей:
- Даница
- Крайко
- Дамьян
- Видослав
- Дабижив
- Русин
- Оливер